# Piscine Georges-Vallerey
La piscine Georges-Vallerey ou piscine des Tourelles est un complexe aquatique situé 148 avenue Gambetta, près de la porte des Lilas, dans le 20e arrondissement de Paris. Construite à l'occasion des Jeux olympiques d'été de 1924, la piscine était le siège de la Fédération française de natation, et de nombreuses éditions des championnats de France de natation y ont été organisées.

## Situation et accès
La piscine est encadrée à l'est par le boulevard Mortier, qui la sépare de la caserne Mortier, à l'ouest par l'avenue Gambetta, au nord par la rue Antoinette-Fouque, qui la sépare du square du Docteur-Variot, et au sud par la rue des Tourelles, qui la sépare de la caserne des Tourelles.

## Origine du nom
La piscine porte depuis 1959 le nom du nageur Georges Vallerey, décédé en octobre 1954. Auparavant elle portait le nom de piscine des Tourelles en raison de la proximité de la rue et de la caserne des Tourelles ; celle-ci abrite le siège de la DGSE, qui a alors pris le surnom de « Piscine ».

## Historique
Au printemps 1921, lorsqu'il est certain que Paris va organiser les Jeux olympiques d'été de 1924, se pose la question de la création des infrastructures. Dans un premier temps, la municipalité de Paris et le comité d'organisation lancent un concours d'architecture pour les divers stades et le village olympique. Le stade nautique est alors prévu dans les fossés des fortifications de Paris, porte des Lilas, au nord-est de la ville. Finalement, en avril 1922, tous ces projets sont abandonnés quand le comité d'organisation passe un accord avec le Racing Club de France pour la construction des installations sur ses terrains à Colombes. Malgré tout, fin mars 1923, la ville de Paris et le conseil général de la Seine financent la construction du stade aquatique des Tourelles (toujours porte des Lilas), pouvant accueillir 10 000 personnes. Il est mis à la disposition de l'organisation des Jeux.

Piscine des Tourelles aux Jeux de 1924
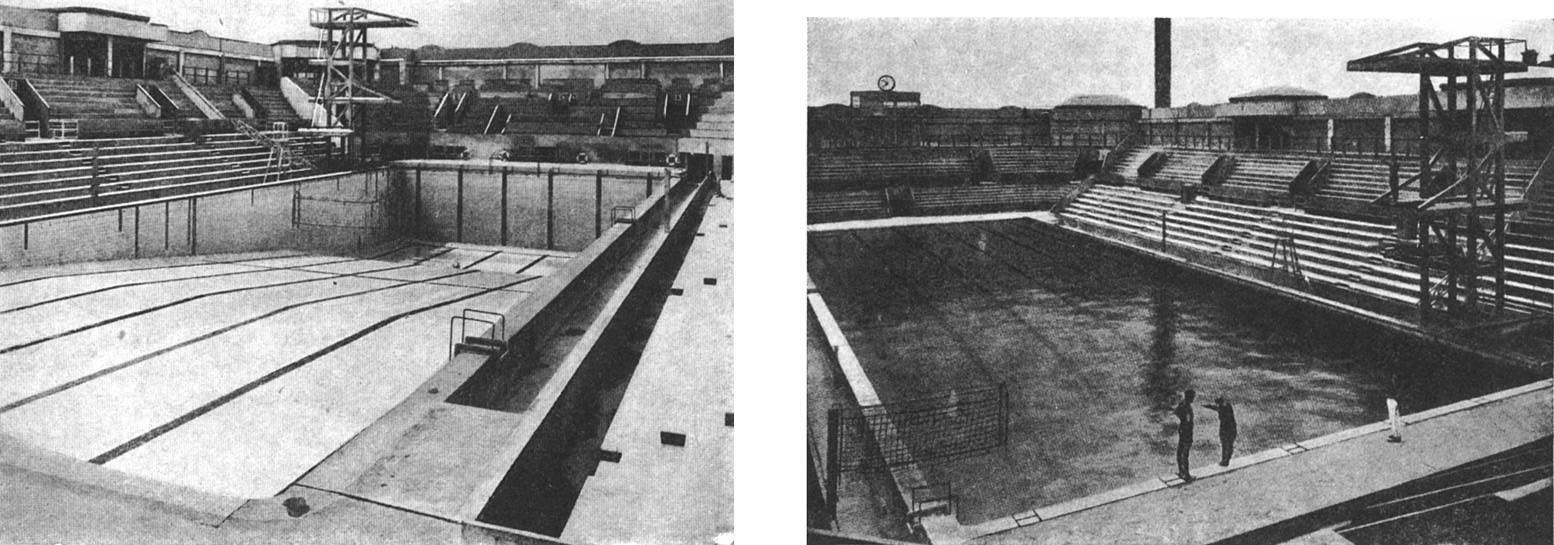
Vide et remplie.
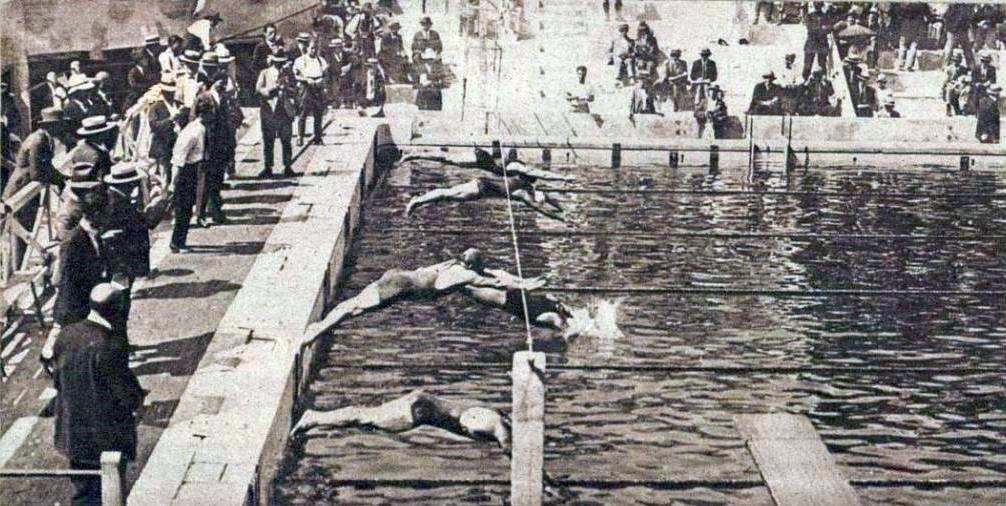
Finale du 1500 mètres nage libre masculin, le 15 juillet 1924-. De h. en b. : AUS : Frank Beaurepaire, GBR : Jack Hatfield, AUS : Andrew Charlton, JAP : Katsuo Takaishi, SWE : Arne Borg.
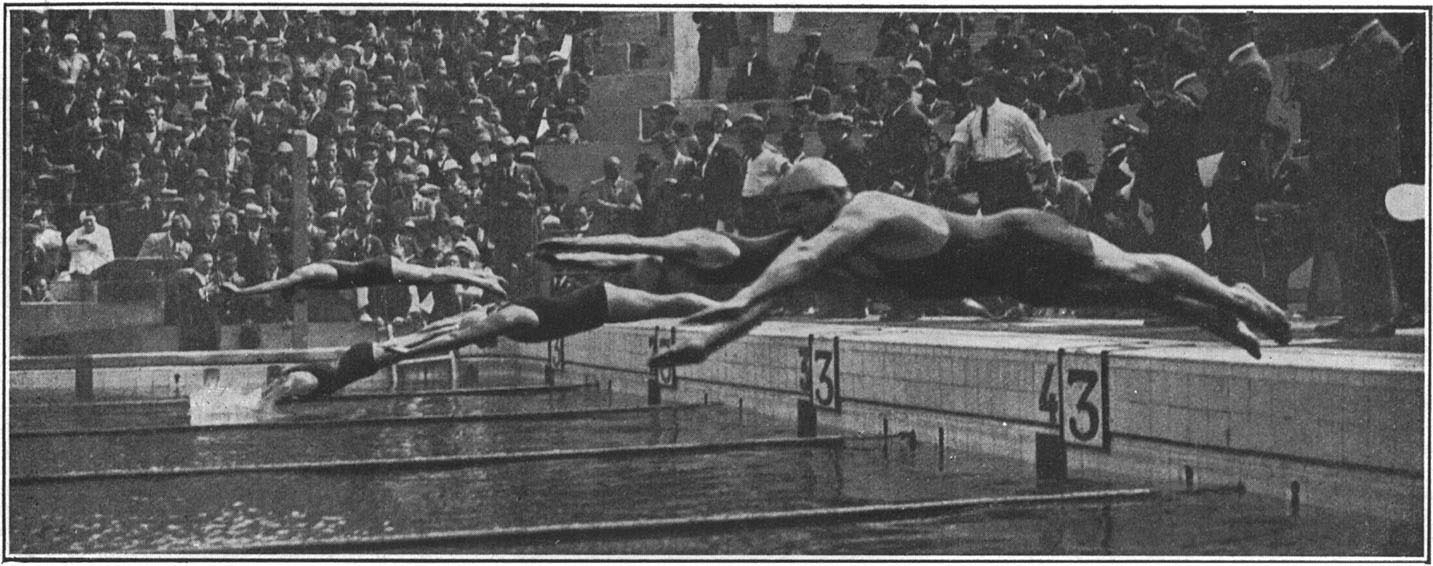
Finale du 400 mètres nage libre masculin, le 18 juillet 1924-. De g. à d. : USA : Johnny Weissmuller, SWE : Arne Borg AUS : Andrew Charlton SWE : Åke Borg, GBR : Jack Hatfield.
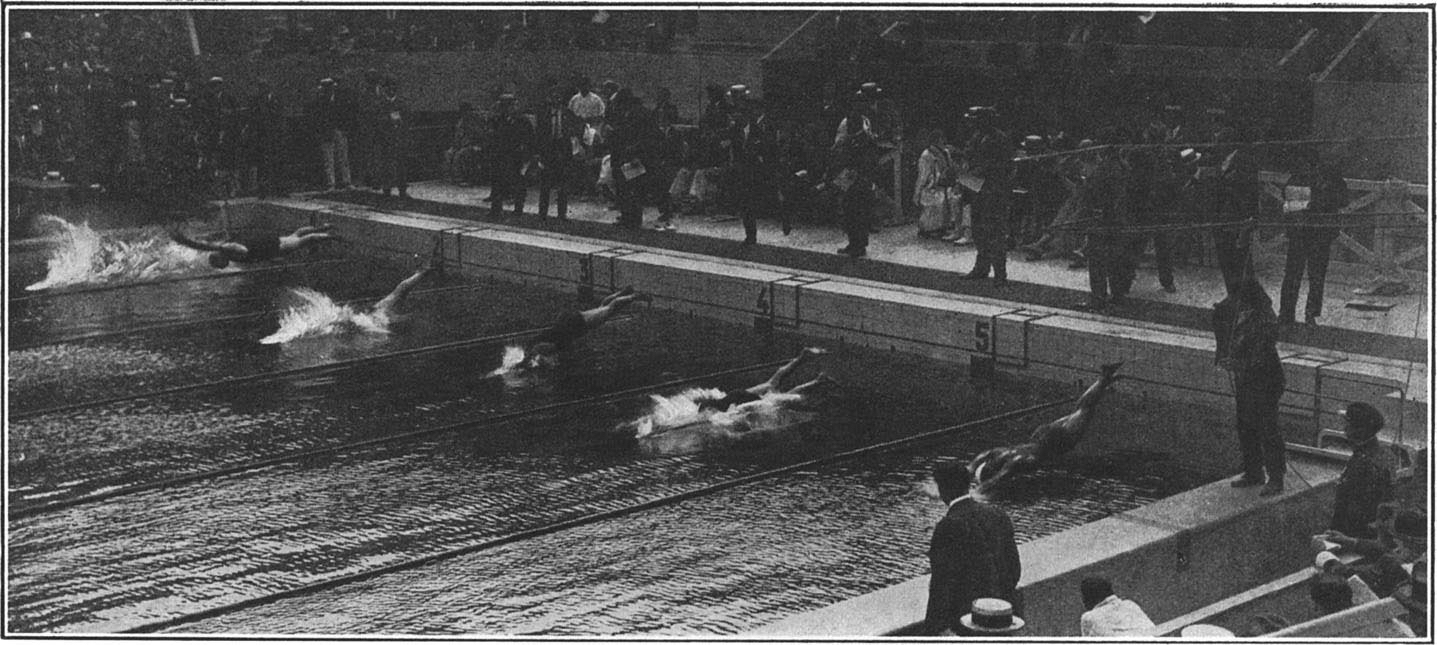
Demi-finale du 100 mètres nage libre masculin, le 19 juillet 1924-. De h. en b. : USA : Duke Kahanamoku, CAN : Clayton Bourne SWE : Orvar Trolle JPN : Katsuo Takaishi HUN : István Bárány, USA : Samuel Kahanamoku.

- Finale du 1 500 mètres nage libre masculin, le 15 juillet. De h. en b. :
AUS : Frank Beaurepaire,
GBR : Jack Hatfield,
AUS : Andrew Charlton,
JAP : Katsuo Takaishi,
SWE : Arne Borg.
- Finale du 400 mètres nage libre masculin, le 18 juillet. De g. à d. :
USA : Johnny Weissmuller,
SWE : Arne Borg
AUS : Andrew Charlton
SWE : Åke Borg,
GBR : Jack Hatfield.
- Demi-finale du 100 mètres nage libre masculin, le 19 juillet. De h. en b. :
USA : Duke Kahanamoku,
CAN : Clayton Bourne
SWE : Orvar Trolle
JPN : Katsuo Takaishi
HUN : István Bárány,
USA : Samuel Kahanamoku.

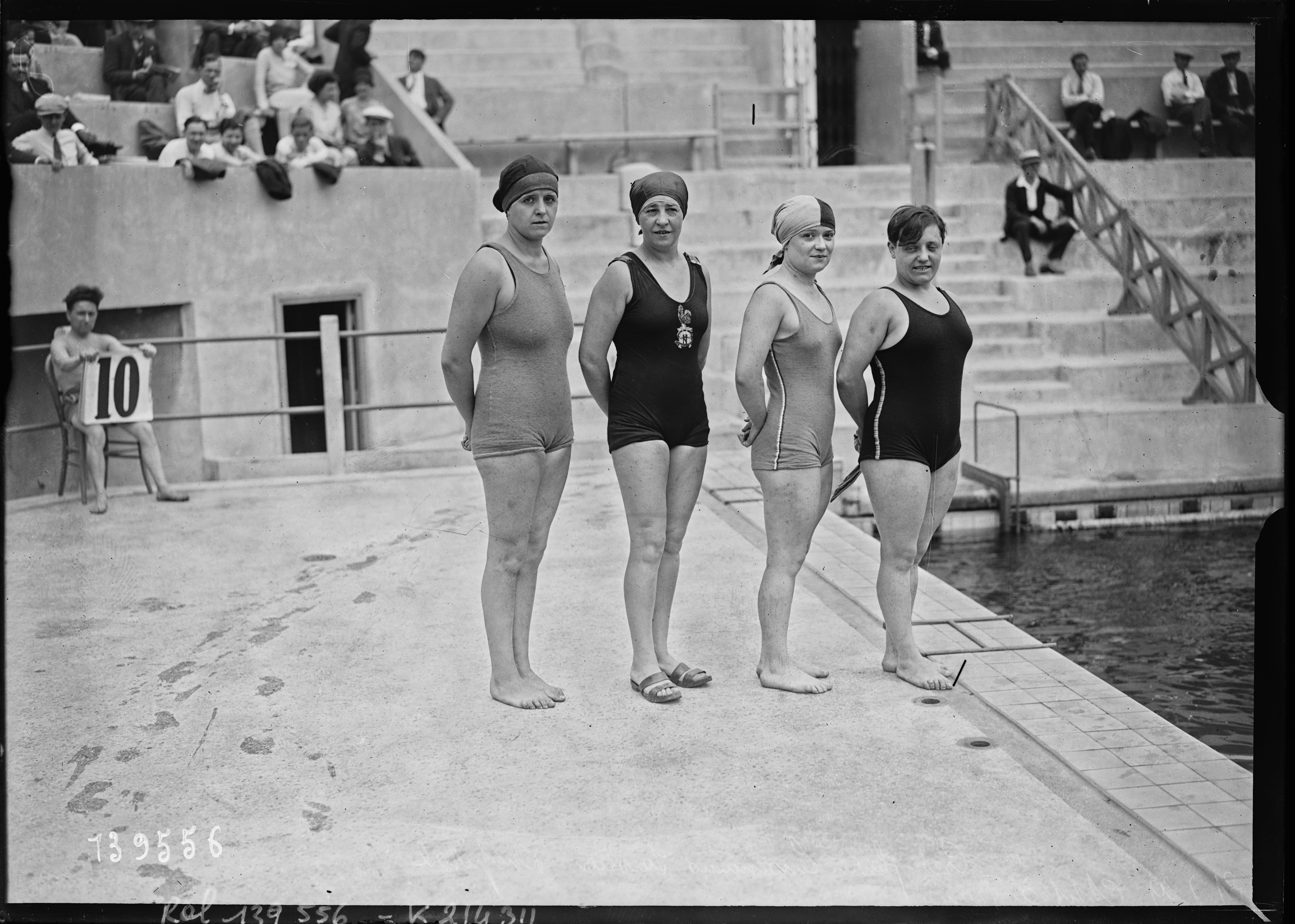
Championnat de France de natation à la piscine des Tourelles, (de g. à d.), Irène Savolon, Louise Lenormand, Renée Cretté-Flavier le 21 juillet 1929.

C'est alors la piscine du siège de la Fédération française de natation.
De nombreux championnats de France y sont organisés.
En décembre 1954, le conseil municipal de Paris propose de renommer la « piscine des Tourelles », lieu où s'était illustré le nageur Georges Vallerey, décédé deux mois avant, et de la rebaptiser de son nom. La délibération du conseil municipal de Paris est approuvée par le ministère de l'Intérieur et le ministre de l'Éducation nationale le 4 mars 1959.
Elle est rénovée entre 1986 et 1989 sur des plans de l'architecte Roger Taillibert,.
Le complexe comprend un bassin de dimension olympique (50 × 21 m), qui peut être divisée en deux piscines de 25 m ou 37,5 m + 12,5 m grâce à une cloison mobile. Elle peut accueillir des compétitions de natation et de water-polo et possède des gradins pour une capacité de 1 500 spectateurs. Elle est aussi le premier site en France à disposer d'une fosse pour la nage synchronisée. Elle dispose de douches et de vestiaires séparés pour hommes et femmes ; c'est donc une des dernières piscines de Paris où il est possible (mais en principe interdit) d'être nu dans les vestiaires, en raison de la mixité dans les douches en vigueur dans les piscines municipales depuis 2006.
Sa gestion est concédée à une entreprise privée, le groupe Carilis. Depuis la saison 2008-2009, elle est accessible avec un abonnement aux piscines municipales, ce qui n'était pas le cas auparavant.
En vue des Jeux olympiques d'été de 2024, elle fait l'objet d'une nouvelle rénovation, terminée le 17 avril 2024. Pendant les Jeux, elle est un site d'entraînement pour la natation et le triathlon.